# Tolbatsjik (vulkaan)
De Tolbatsjik (Russisch: Толбачик) is een complexe vulkaan op het Russische schiereiland Kamtsjatka, in het zuidwestelijke deel van het vulkaancomplex rond de vulkaan Kljoetsjevskaja Sopka. Het complex bestaat uit twee vulkanen; de hogere (3682 meter) Ploski Tolbatsjik ("platte Tolbatsjik") en de lagere (3140 meter) Ostry Tolbatsjik ("steile Tolbatsjik"), die, zoals de namen al aangeven, respectievelijk bestaan uit een vlakke afgeplatte schildvulkaan en een piekvormige stratovulkaan. Rond de beide vulkanen bevinden zich meer dan 120 adventiefkegels. De complexe vulkaan bestaat uit basalt en andesiet. Aan de top bevindt zich een krater met een diameter van 2 kilometer.

## Uitbarstingsgeschiedenis
De vulkaan ontstond ongeveer 6500 jaar geleden (eind Pleistoceen) door een lavauitbarsting. De uitbarstingsgeschiedenis gaat duizenden jaren terug, maar wordt pas sinds de komst van de Russen in de 18e eeuw bijgehouden. Uitbarstingen vonden sindsdien plaats in 1740, 1769, van 1788 tot 1790, 1793, 1904, 1931, van 1939 tot 1941, 1954, van 1975 tot 1976 en in 2013. De meest opzienbarende uitbarsting vond plaats in 1975 (de "Grote fissuuruitbarsting van de Tolbatsjik"), die voorafgegaan werd door een aardbevingenzwerm, waarmee Russische wetenschappers van het instituut voor vulkanologie succesvol konden voorspellen dat er een uitbarsting zou plaatsvinden. Door deze uitbarsting werden verschillende nieuwe sintelkegels en ingestorte calderas gevormd. Naar hoeveelheid lava die werd uitgestoten, vormde het de grootste basaltuitbarsting in de bekende geschiedenis van Kamtsjatka.